# Fullständig fyrhörning

En fullständig fyrhörning till vänster och till höger om denna en fullständig fyrsiding. I fyrhörningen skär tre linjer varandra i varje punkt, medan tre punkter ligger på varje linje i fyrsidingen.

En fullständig fyrhörning är en geometrisk figur bestående av fyra punkter i samma plan, belägna så att högst två ligger på samma räta linje, och de sex räta linjer som går genom de sex olika paren av dessa punkter. Dualen till den fullständiga fyrhörningen, en fullständig fyrsiding, är en figur bestående av fyra räta linjer vilka två och två skär varandra i sex punkter.